# Dragged Into Sunlight
Dragged Into Sunlight is een Britse extreme metal band uit Liverpool opgericht in 2006. Hun doordringende klanken combineert Black metal, Deathmetal, Doommetal en Grindcore. De band bestaat uit vier leden die allemaal een bivakmuts dragen. De identiteit van de bandleden is niet bekend en ze spelen vaak met hun ruggen naar het publiek. Vaak hebben ze kaarsen en een stroboscoop op het podium staan. Ook gebruiken ze veel rook. Hun debuutalbum, getiteld Hatred for Mankind, werd geproduceerd door Billy Anderson. Hierna speelde de band op Damnation Festival en Maryland Deathfest. Het tweede album, Widowmaker, is een 40-minuut durend lied dat erg is geprezen door de muziekpers.

## Discografie

### Studioalbums
- Hatred for Mankind (2009, Prosthetic Records)
- Widowmaker (2012, Prosthetic)

### Splitalbums
- NV with Gnaw Their Tongues (2015, Prosthetic)

### Livealbums
- OCCII, Amsterdam (2011)

### Demo's
- Terminal Aggressor (2008)